# Dni błagalne
Zasugerowano, aby zintegrować ten artykuł z artykułem Poświęcenie pól (dyskusja). Nie opisano powodu propozycji integracji.

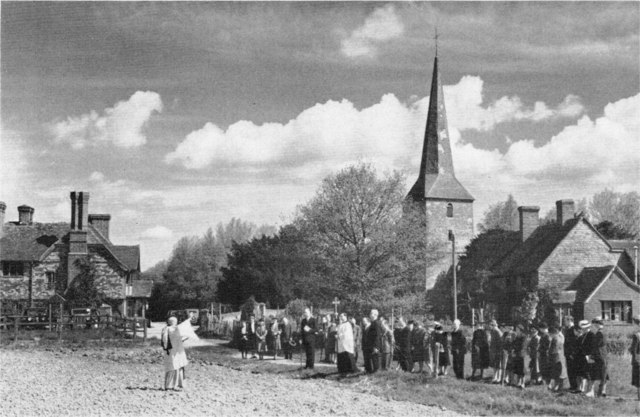
Ceremonia święcenia pól w miejscowości Hever, Kent.

Dni błagalne (łac. dies rogationum), dni krzyżowe – sięgają początkami starożytności chrześcijańskiej. Należą do nich litania maior – przypadająca w dzień św. Marka Ewangelisty 25 kwietnia, oraz litaniae minores, zajmujące trzy dni przed uroczystością Wniebowstąpienia Pańskiego, w ciągu których w ramach własnych obchodów liturgicznych (procesja błagalna, nabożeństwo, Msza przebłagalna) wierni modlą się w różnych intencjach. W te dni udawano się na pola procesyjne ze śpiewem litanii do świętych dla uproszenia u Boga dobrych urodzajów.
Zwyczaj obchodzenia Dni Krzyżowych zachował się w mariawityzmie i wśród tradycjonalistów katolickich. 